# Helen Lynd
Pour les articles homonymes, voir Lynd.
Helen Lynd (1902-1992) est une actrice américaine.

## Biographie
Elle est née en 1902 au New Jersey.

## Filmographie sélective
- 1939 : L'Empreinte du loup solitaire (The Lone Wolf Spy Hunt) de Peter Godfrey
- 1940 : Murder in the Air
- 1940 : Double chance (Double Chance)
- 1940 : Docteur Cyclope (Dr. Cyclops)
- 1941 : Power Dive
- 1941 : Here Comes Happiness
- 1941 : La Blonde framboise (The Strawberry Blonde)
- 1942 : L'Inspiratrice (The Great Man's Lady)
- 1942 : You're Telling Me
- 1942 : Night in New Orleans
- 1943 : Moonlight in Havana
- 1943 : Celles que fiers nous saluons (So Proudly We Hail!)
- 1949 : Faites vos jeux (Any Number Can Play)